# Рэй, Фред Олен
Фред Олен Рэй (англ. Fred Olen Ray; род. 10 сентября 1954, Уэллстон, округ Джексон, штат Огайо, США) — американский режиссёр, сценарист и продюсер. Известен как создатель так называемых фильмов категории Z, яркими представителями которого можно назвать киноленты «Нападение 60-футовых секс-бомб» и «Голливудские шлюхи с бензопилами». В своей творческой деятельности постоянно использовал многочисленные псевдонимы (Питер Дэниелс, Эд Рэймонд и др.).

## Биография
С начала своей карьеры в конце 1970-х годов, Фред Олен Рэй снял больше 150 фильмов. Рэй работал во многих жанрах: начиная от семейных драм и боевиков до эротических триллеров и комедийных фильмов ужасов. Многие фильмы режиссёра были сняты в рекордно короткие сроки: так, например, всего за восемь дней был снят комедийный фильм ужасов с элементами мультипликации «Злые мультфильмы».
Фред Олен Рэй вдохновил многих режиссёров независимого кино, в том числе и Квентина Тарантино, которому он одолжил кинокамеру Super 8 для съёмок фильма «День рождения моего лучшего друга».

## Избранная фильмография
| Кино | Кино                             | Кино                          | Кино                                         | Кино |
| Год  | Русское название                 | Оригинальное название         | Жанр                                         |      |
| ---- | -------------------------------- | ----------------------------- | -------------------------------------------- | ---- |
| 1986 | Гробница                         | The Tomb                      | фэнтези, фильм ужасов                        |      |
| 1988 | Голливудские шлюхи с бензопилами | Hollywood Chainsaw Hookers    | слэшер, комедия                              |      |
| 1989 | Вампиры Беверли-Хиллз            | Beverly Hills Vamp            | фильм ужасов, комедия                        |      |
| 1990 | Враждебный пришелец              | Alienator                     | фантастический боевик                        |      |
| 1992 | Злые мультфильмы                 | Evil Toons                    | комедия, фильм ужасов, с элементами анимации |      |
| 1994 | Пленники тьмы                    | Possessed By The Night        | эротический триллер                          |      |
| 1994 | Остров динозавров                | Dinosaur Island               | приключенческий фильм                        |      |
| 1995 | Нападение 60-футовых секс-бомб   | Attack Of The 60ft Centerfold | эротическая комедия                          |      |
| 1996 | Друг семьи-2                     | Friend of the Family II       | эротический триллер                          |      |
| 1996 | Массажистка                      | Masseuse                      | эротический триллер                          |      |
| 1997 | Массажистка-2                    | Masseuse 2                    | эротический триллер                          |      |
| 1997 | Стрелок                          | The Shooter                   | вестерн                                      |      |
| 1997 | Инферно                          | Inferno                       | приключенческий боевик                       |      |
| 1999 | Рейд возмездия                   | Active Stealth                | приключенческий боевик                       |      |
| 2005 | Стеклянный муравейник            | Glass Trap                    | фантастический фильм ужасов                  |      |
| 2016 | Снайпер: Специальный отряд       | Sniper: Special Ops           | боевик                                       |      |